# Évolué

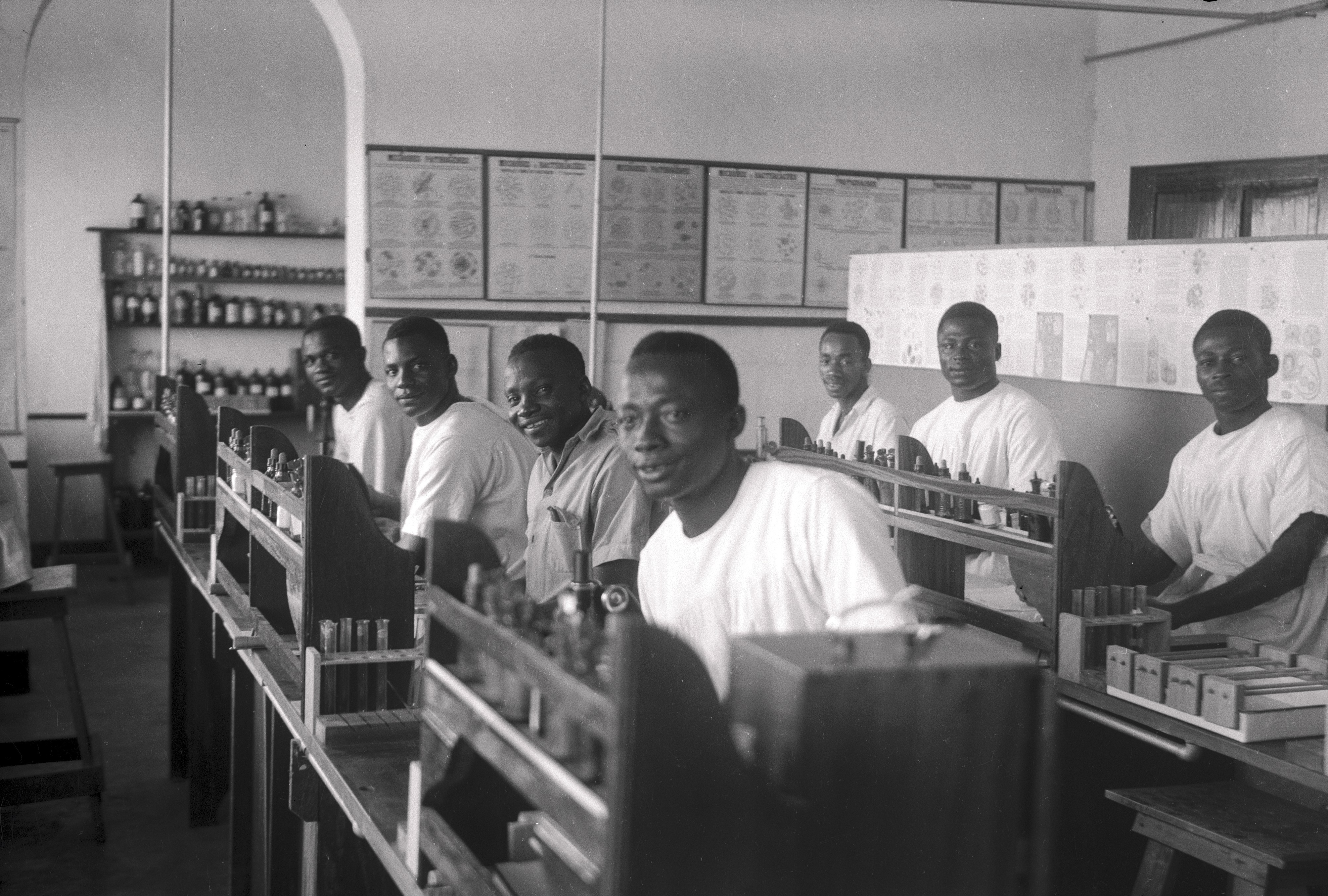
Évolués no Congo Belga estudando medicina.

Évolué (francês: [evɔlɥe], "evoluído" ou "desenvolvido") é um termo em francês usado durante a era colonial para se referir aos africanos ou asiáticos que haviam "evoluído", tornando-se europeizados, por meio da educação ou da assimilação e aceitação de valores e padrões europeus de comportamento. É mais comumente usado para se referir a indivíduos dos impérios coloniais belga e francês. Os évolués falavam francês, respeitavam os sistemas jurídicos europeus (em vez dos habituais), geralmente tinham empregos de colarinho branco (embora raramente atingissem posições elevadas), e viviam principalmente nas áreas urbanas da colônia.

## Colônias belgas
O termo também foi usado para descrever a crescente classe média africana no Congo Belga (atual República Democrática do Congo (RDC)) entre o final da II Guerra Mundial e a independência da colônia em 1960. Mais congoleses se tornaram évolués conforme preenchiam posições qualificadas (como atendentes e enfermeiros) disponibilizados pelo boom econômico do país após a guerra. Os administradores coloniais definiam um évolué como "um homem que rompeu laços sociais com o seu grupo, [e] entrou em um outro sistema de motivações, outro sistema de valores." Enquanto não havia critérios universais para determinar o status de évolué, era geralmente aceito que um deles teria que ter "um bom conhecimento de francês, aderir ao cristianismo, e alguma forma de ensino pós-primário." No começo de sua história, a maioria dos évolués procurou usar a seu exclusivo status para ganhar privilégios especiais no Congo. Eles pediram que a administração colonial reconhecesse seu papel como mediadores entre os belgas e os nativos "selvagens."

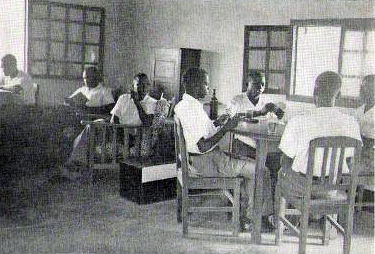
Um clube social no Congo Belga, c. 1943.

Como as oportunidades de mobilidade ascendente através da estrutura colonial eram limitadas, a classe évolué manifestou-se institucionalmente através de clubes e associações. Através destes grupos eles puderam desfrutar de privilégios triviais que os fizeram sentir distintos das "massas" congolesas. Em 1947, havia 110 clubes sociais, contando com 5.609 membros em todo o Congo. De 1952 a 1956, o número de clubes aumentou de 131 para 317, com o número de membros passando de 7.661 para 15.345. A maioria dessas associações era pequena, mas algumas eventualmente aumentaram de tamanho para abranger regiões inteiras e grupos étnicos, como a Aliança dos Bakongo.
Por volta de 1958, as autoridades coloniais estimavam que 175.000 pessoas poderiam ser classificadas como évolués no Congo. Nos anos finais que antecederam a independência, os évolués desempenharam um papel importante na propaganda colonial, uma vez que eles se sentiam exemplos de sucesso da missão civilizadora belga iniciada sob o rei Leopoldo II. Em particular, sentiu-se que após a independência, a assimilação dos valores europeus pelos évolués significava que os habitantes civis belgas do Congo poderiam continuar a viver no Congo como parte de um Estado multirracial culturalmente europeu.
Em 1954, o governo colonial inaugurou a Universidade Lovanium em Léopoldville para fornecer educação universitária aos évolués congoleses.
Muitos dos líderes dos partidos nacionalistas africanos no Congo Belga eram membros da classe dos évolué. Na década de 1970, o ditador congolês Mobutu Sese Seko lançou uma política conhecida como Authenticité na qual ele pediu que o povo congolês renunciasse a todos os legados culturais do período colonial, vestindo-se e falando de uma maneira "autêntica" congolesa.

## Colônias francesas
No império colonial francês, évolués eram vistos como o produto final desejado política de assimilação da França. Os évolués eram tratados como uma elite e um grupo privilegiado pelos administradores coloniais.